# Bustul generalului Alexandru Cernat din București
Bustul generalului Alexandru Cernat este opera sculptorului român Ion Georgescu, fiind dezvelit în anul 1894. Bustul cu o înălțime de 0,90 m este turnat în bronz și este așezat pe un piedestal din piară înalt de 1,60 m. Bustul îl înfățișează pe general în uniformă militară. Pe latura din față a piedestalului se află o placă din bronz bogat ornată cu elemente simbolice, constând din vulturi, arme și frunze de laur. În partea inferioară a soclului se află o altă placă de bronz pe care este înscris: „Generalului de divizie Alexandru Cernat. Născut la 17 noimbrie 1839, decedat la 8 decembrie 1894”. Monumentul a fost ridicat la inițiativa ofițerilor din armata română participanți la Războiul pentru independență.
Alexandru Cernat (28 ianuarie 1834, com. Vârlezi, județul Galați – 8 decembrie 1893, Nice, Franța) a fost un politician și general român. În perioada 1864-1888 a fost ales deputat și senator, din partea partidului liberal al cărui membru a fost, în unele sesiuni fiind ales vicepreședinte al Senatului. Ca șef al Statului Major General și ministru de război, a contribuit substanțial la opera de reorganizare a oștirii și a sistemului național de apărare a țării între anii 1879-1890, care a inclus, printre altele, trecerea armatei la cadrul de pace (1879), elaborarea și aplicarea Legii asupra organizării comandamentelor militare (1882), a Legii asupra administrației militare, adoptarea Legii asupra serviciului de stat major (1883) și a Regulamentului asupra serviciului de stat major. A lăsat posterității lucrarea de memorii „Campania 1877-1878”.
Bustul este înscris în Lista monumentelor istorice 2010 - Municipiul București - la nr. crt. 2375, cod LMI B-III-m-B-20056.
Monumentul se află în curtea clădirii de pe strada Știrbei Vodă nr. 75, sector 1, unde a funcționat Comandamentul Armei Geniului, în prezent sediul Direcției Naționale Anticorupție (DNA).